# OnePlus
OnePlus es una compañía china fabricante de teléfonos inteligentes fundada en el año 2013. Su sede central se encuentra en Shenzhen (China).

## Historia

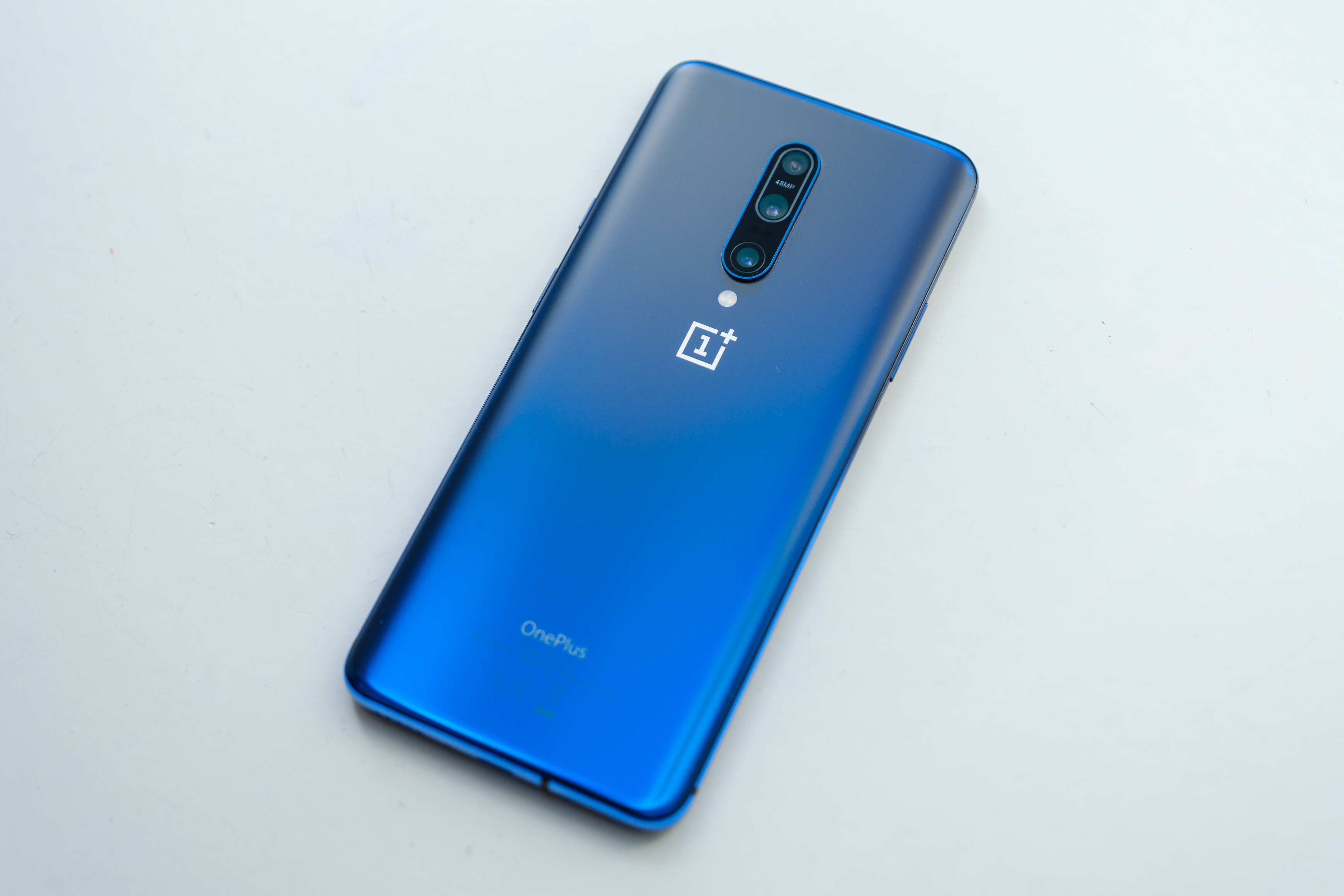
OnePlus 7 Pro

OnePlus fue fundada por Pete Lau, anterior vicepresidente de OPPO y Carl Pei, en Miami (Florida, Estados Unidos).
El 26 de septiembre de 2019 presentó su primer televisor, equipado con tecnología 4k, Android TV y con un tamaño de 55 pulgadas.

## Productos

### Teléfono OnePlus

#### OnePlus One (2014)
OnePlus One es el primer teléfono de OnePlus, que fue presentado internacionalmente el 23 de abril de 2014. En lo que se refiere al software, el OnePlus One ejecuta 
una versión nueva de CyanogenMod, con nuevas prestaciones y elementos gráficos llamada CyanogenMod 11S. En hardware, incluirá el Snapdragon 801 (MSM8974AC a 2,5GHz) con 3 GB de RAM, una batería de 3100 mAh, una pantalla de 5,5" de 1080p JDI, una cámara de 6-lentes con 13 MP y f/2.0 Sony Exmor IMX214 y un cobertor trasero reemplazable StyleSwap. Habrá dos opciones de almacenamiento: 16 GB (Silk White) y 64 GB (Sandstone Black) y no tendrá ranura de MicroSD.

#### OnePlus 2 (2015)
El OnePlus 2 es el segundo teléfono de OnePlus. Este cuenta con una pantalla de 5.5 pulgadas Full HD con 401PPI y con un panel in-cell IPS LCD. Tiene un procesador Qualcomm Snapdragon 810 de 8 núcleos (4x 1.95GHz + 4x1.55GHz). Cuenta con dos versiones: 
- 3 GB de RAM (LPDDR4) + 16 GB de almacenamiento (eMMC 5.0)
- 4 GB de RAM (LPDDR4) + 64 GB de almacenamiento (eMMC 5.0)

Los cuales no se pueden ampliar mediante Micro-SD. 
Tiene una cámara de 13MP con un sensor Omnivision OV13860 con una apertura focal 2.0 con OIS, puede grabar a 4K y una cámara frontal de 5MP con un sensor Sony. Es el segundo teléfono con USB Tipo-C 2.0. Posee una batería de 3300mAh. Es el primer modelo de OnePlus en introducir un botón lateral deslizante con tres posiciones de sonido: todo, prioridad o ninguno. Tiene capacidad para doble Sim con 4G LTE. No tiene NFC. Este fue el primer móvil de OnePlus en dejar CyanogenMod, para pasarse a OxygenOS una modificación de Android por la misma OnePlus. El OnePlus 2 posee carcasas intercambiables (Bamboo, Kevlar, Black Apricot, Rosewood y Sandstone Black) y su chasis está completamente construido en metal.
Se venden en Panamá.

#### OnePlus X (2015)
Este es el tercer teléfono de OnePlus, es el primer dispositivo en utilizar microSD de OnePlus, cuenta con una pantalla de 5 pulgadas, tiene 3 GB de memoria RAM, única versión de 16 GB de almacenamiento, expandible mediante microSD hasta 256 GB, viene con Android 5.1.1 Lollipop, cuenta también con un procesador Quad-Core a 2.3 Ghz, cuenta con una cámara trasera de 13 MP, con un focal de 2.2 y una cámara frontal de 8 Megapíxeles con un focal de 2.4, tiene una batería de 2525 mAh fija.

#### OnePlus 3 (2016)
OnePlus 3 es el cuarto teléfono de OnePlus. Cuenta con una pantalla de 5,5 pulgadas con resolución full HD y panel Optic-AMOLED. Lanzado como el segundo smartphone en disponer de 6 GB de memoria RAM. Como almacenamiento masivo, monta 64 GB UFS 2.0 , tiene procesador Qualcomm Snapdragon 820 a una frecuencia de reloj de 2,15 Ghz. Integra una cámara trasera de 16 megapixeles y cámara frontal de 8 megapixeles. Lanzado con Android 6.0.1 Marshmallow en su versión OxygenOS 3.2.4.

#### OnePlus 3T (2016)
El OnePlus 3T fue presentado el 15 de noviembre de 2016. Es una versión mejorada del OnePlus 3. El procesador del OnePlus 3 ha sido sustituido por el Qualcomm Snapdragon 821 con una frecuencia de reloj de 2,35 GHz de la misma arquitectura. Cuenta con cámara trasera y delantera, ambas de 16 megapixeles. Ha ampliado su batería hasta 3400mAh (comparado a los 3000 de su antecesor). Llegó disponible en dos versiones de almacenamiento, una de 64 GB y otra de 128 GB, ambos con 6 GB RAM. Fue lanzado el 22 de noviembre de 2016 en Estados Unidos y el 28 de noviembre de 2016 en Europa. Llegó con Android Marshmallow 6.0.1, con actualización a Android Nougat y a finales de noviembre de 2017 con Android Oreo, su última gran actualización.

#### OnePlus 5 (2017)
El OnePlus 5 se presentó el 20 de junio de 2017 a las 12:00PM (Horario del este de Norteamérica). Cuenta con el chipset Qualcomm® Snapdragon™835 (ocho núcleos, 10 nm, hasta 2,45 GHz), con dos versiones 6GB RAM y 64GB almacenamiento u 8GB RAM y 128GB de almacenamiento. La tecnología de la memoria RAM es LPDDR4X, y la de almacenamiento es UFS 2.1, prometiendo así un gran rendimiento y velocidad.
Su pantalla se mantendrá en 5,5 pulgadas Optic-AMOLED a 1080p, la misma que el anterior 3T, admitiendo DCI-P3 para mejorar la gama de colores mostrada. Posee un solo altavoz en la parte inferior, junto con el puerto USB tipo C (2.0) y el puerto de 3,5mm para auriculares. Posee doble cámara trasera, una de 16 megapíxeles f/1.7 con EIS (estabilización por software), sensor Sony IMX 398, y la otra de 20 megapíxeles con teleobjetivo y f/2.6 sin estabilización y el sensor es el Sony IMX 350. En la parte frontal, la cámara es también de 16 megapíxeles f/2.0 y con estabilización electrónica incorporado, pero el sensor es el Sony IMX 371 sin autoenfoque.
La batería es menor a la de su antecesor, concretamente 3.300 mAh, y promete un día entero con uso moderado ya que tiene sus componentes internos más eficientes. En cuanto a la carga, cuenta con Dash Charge™ que promete cargar un 58% en 30 minutos y carga completa de 0% a 100% en poco más de una hora y veinte minutos, siendo la carga más rápida del mercado evitando calentar el teléfono. Un dato interesante es que hay un solo modelo que posee conectividad LTE para la mayoría de las prestadoras en todo el mundo, por lo que no hay que verificar si debes comprar el modelo Americano o Europeo.
El sistema operativo que utiliza es Android 7.1.1 "Nougat" con la capa de personalización OxygenOS, una capa que mantiene el aspecto natural de Android pero con más opciones de personalización, y es muy fluida comparado con otras capas. Según anuncios de la compañía se garantiza actualización a Android Oreo. La preventa fue en colores Midnight Black (negro medianoche) y Slate Gray (gris oscuro). Un tercer color de edición limitada, Soft Gold (oro suave), se lanzó en agosto de 2017. Otra edición especial en color se lanzó en septiembre de 2017, en colaboración con Castelbajac.

#### OnePlus 5T (2017)
El OnePlus 5T se presentó el 16 de noviembre de 2017, como el sucesor del OnePlus 5. Cuenta con el mismo procesador Qualcomm Snapdragon 835 y opciones de almacenamiento que su predecesor. Las características notables incluyen una pantalla más grande de 6 "18: 9, un nuevo método de reconocimiento facial y una cámara mejorada de doble lente.
El dispositivo que salió de la caja con Android 7 Nougat recibió recientemente la última actualización importante basada en Android 10.

#### OnePlus 6 (2018)
OnePlus abrió foros para OnePlus 6 en abril de 2018 y lanzó el dispositivo el 17 de mayo de 2018 con ventas a partir del 22 de mayo de 2018. El teléfono presenta notablemente una muesca de pantalla y resistencia al agua (aunque no con clasificación de código IP). El teléfono inteligente fue el primero de la compañía en ofrecer una variante de almacenamiento incorporada de 256 GB. Tiene una pantalla Optic AMOLED FHD+ de 6.28 pulgadas. Viene con un sensor primario de 16 MP con OIS y EIS y un sensor de profundidad de 20 MP para tomas de retrato en la parte posterior y es capaz de grabar a resolución 4K video de 60 FPS y cámara frontal de 16 MP con EIS. Cuenta con una batería de 3300 mA⋅h y viene con una carga OnePlus Dash de 20 vatios. Estaba disponible en 4 colores, Mirror Black (negro espejo), Midnight Black (negro medianoche), Silk White (blanco seda) y Red (rojo). Fue alimentado por el Qualcomm Snapdragon 845 y Adreno 630.

#### OnePlus 6T (2018)
El OnePlus 6T se presentó el 29 de octubre de 2018. Se lanzó con un Qualcomm Snapdragon 845, una configuración de cámara de doble lente, hasta 8 GB de RAM y hasta 256 GB de almacenamiento. También cuenta con una pantalla AMOLED óptica más grande de 6.41 ",y se lanzó con OxygenOS, basado en Android Pie (Android 9). La cámara tiene un modo 'Nightscape' que utiliza un tiempo de exposición más largo para capturar mejores fotos en condiciones de poca iluminación. Se convirtió en el primer teléfono OnePlus en venir con un escáner de huellas dactilares en pantalla.
OnePlus estableció un título de récord mundial Guinness de "la mayor cantidad de personas que desempaquetan un teléfono simultáneamente en el lanzamiento de OnePlus 6T. Al principio, los usuarios de OnePlus 6T informaron un problema inusual de agotamiento de la batería, que se solucionó después de unos días de uso. La razón de esto aún se desconoce.

#### OnePlus 6T McLaren Edition (2018)
Esta versión fue lanzada en diciembre de 2018. La diferencia con la versión normal es que tiene 10GB de RAM, una carga más rápida, mayor resolución de pantalla, y personalizaciones estéticas, con detalles en color naranja.

#### OnePlus 7 y OnePlus 7 Pro (2019)
Se lanzó al mercado el 14 de mayo de 2019 con el procesador Qualcomm Snapdragon 855 y además de eso una de sus principales novedades era la cámara retráctil por lo cual no contaba con notch de cualquier tipo. se lanzó en 3 colores los cuales son Mirror Gray (gris espejo), Nebula Blue (azul nebulosa) y Almond (almendra) y cuenta con hasta 12 GB de RAM y hasta 256 GB de almacenamiento interno.

#### OnePlus 7T y 7T Pro (2019)
El OnePlus 7T se presentó oficialmente en Nueva Delhi el 26 de septiembre de 2019 y estuvo disponible para ordenar el 28 de septiembre. El OnePlus 7T Pro fue presentado dos semanas después. El OnePlus 7T es el sucesor del 7 que se lanzó 5 meses antes para el mercado europeo y asiático, y del 6T para el mercado estadounidense donde no se vendió el OnePlus 7. Cuenta con un nuevo factor de forma en comparación con sus predecesores, con una relación de aspecto de 20: 9 en lugar de 19.5: 9. Esto permitió a OnePlus hacer que el teléfono fuera un poco más alto que los antiguos 6T y 7, manteniendo el mismo ancho. OnePlus también incluyó la pantalla Fluid AMOLED de 90 Hz que se encontraba anteriormente en el OnePlus 7 Pro. Si bien OnePlus mantuvo la resolución en 2400×1080 píxeles, la pantalla fue uno de sus principales puntos de venta. Mientras que el OnePlus 7T se considera una actualización significativa en comparación con el 7, el 7T Pro es una actualización sutil sobre el 7 Pro. Cuenta con la misma pantalla, el mismo cuerpo, el mismo sistema de cámara; los principales cambios son una carga más rápida, un procesador más rápido y una cámara emergente ligeramente más silenciosa.
Ambos teléfonos funcionan con el procesador Snapdragon 855+ de Qualcomm y cuentan con el mismo escáner de huellas dactilares en pantalla que se encuentra en la serie OnePlus 7. Solo una variante estaba disponible para cada teléfono: 8 GB de RAM con 128 GB de almacenamiento para el 7T (con otra variante de almacenamiento de 256 GB solo para el mercado indio) y 8 GB de RAM con 256 GB de almacenamiento para el 7T Pro. Ambos tienen una batería ligeramente superior en comparación con sus predecesores, el 7T incluía una batería no extraíble de 3800 mAh (4085 mAh para el 7T Pro) junto con la tecnología Warp Charge 30T, que les permite cargarse completamente en poco menos de una hora. El OnePlus 7T tenía un nuevo sistema de cámara, con las mismas lentes primarias y gran angular, aunque agregando un tercer teleobjetivo 2x (en lugar de 3x para el 7 Pro y el 7T Pro). Ambos también cuentan con un nuevo modo macro, lo que les permite capturar imágenes de hasta 2,5 cm desde el sujeto. El OnePlus 7T más asequible está disponible en 2 colores, Frosted Silver (plata helada) o Glacier Blue (azul glaciar), y el 7T Pro en Haze Blue (azul niebla), todos con acabados de vidrio mate. Ambos fueron los primeros teléfonos en enviarse con Android 10 y OxygenOS 10.0 listos para usar.

#### OnePlus 7TMcLarenEdition (2019)
La edición McLaren es la variante lujosa más exclusiva del 7T Pro con 12 GB de RAM y un diseño único. La parte posterior tiene un acabado similar a la madera inspirado en el Speedtail, y los acentos de color naranja brillante rodean los bordes y el módulo de la cámara. El software también recibe un tema especial, mientras que una caja de fibra de carbono / alcántara se incluye en la caja. Más tarde se anunció una variante 5G, exclusiva de T-Mobile.

#### OnePlus 8 y 8 Pro (2020)
El OnePlus 8 y el OnePlus 8 Pro se dieron a conocer el 14 de abril de 2020 y se lanzaron el 21 de abril en Europa y el 29 de abril en los Estados Unidos. El 8 Pro es el primer teléfono OnePlus en tener carga inalámbrica (Warp Charge 30W). Todos los modelos 8 Pro tienen resistencia al agua, aunque para los 8 está presente solo en los modelos portadores. 
El 8 y el 8 Pro tienen un recorte circular en la esquina superior izquierda de la pantalla para la cámara frontal. Esto fue necesario para lograr la clasificación IP68, ya que la cámara emergente en el 7 Pro y 7T Pro no permitía la resistencia al agua. Al igual que la serie 7T, ambos utilizan pantallas Fluid AMOLED con soporte HDR10+. Sin embargo, ahora se usa una pantalla curva en ambos teléfonos, mientras que el 7T tenía una pantalla plana y el 7T Pro tenía una pantalla curva. El 8 tiene una pantalla 20: 9 1080p de 6.55 pulgadas con una frecuencia de actualización de 90 Hz, mientras que el 8 Pro tiene una pantalla 1440p 19.8: 9 más grande de 6.78 pulgadas con una frecuencia de actualización de 120 Hz. El 8 Pro es uno de los primeros teléfonos inteligentes capaces de mostrar 1.000 millones de colores utilizando un panel de 30 bits.
Ambos teléfonos funcionan con el procesador Qualcomm Snapdragon 865 y la GPU Adreno 650. La capacidad de la batería se ha aumentado a 4300 mAh en el 8 y 4510 mAh en el 8 Pro. Las opciones de almacenamiento y RAM se comparten entre los dos, con 8 o 12 GB de RAM y 128 o 256 GB de almacenamiento UFS 3.0 no expandible. El 8 tiene RAM LPDDR4X, mientras que el 8 Pro tiene RAM LPDDR5 más rápida y eficiente. El sistema de cámaras se ha cambiado para diferenciar aún más el 8 y el 8 Pro. 
La matriz de cámaras del 8 consta de un sensor ancho de 48 MP, un sensor ultra gran angular de 16 MP y un sensor macro de 2 MP, mientras que la matriz de cámaras del 8 Pro consta de un sensor ancho de 48 MP, un sensor ultra gran angular de 48 MP y un sensor de teleobjetivo de 8 MP, con una "Cámara de filtro de color" adicional de 5 MP que permite filtros de uno o dos colores dentro del modo de disparo estándar. El 19 de mayo, OnePlus anunció que deshabilitaría temporalmente la cámara de filtro de color en el OnePlus 8 Pro en China con una próxima actualización de software, por crear problemas de privacidad en línea. A diferencia del 7T, el 8 no tiene una cámara de teleobjetivo o enfoque automático en la cámara ultra gran angular, que ahora son exclusivos del 8 Pro. La cámara frontal en ambos utiliza un sensor de 16 MP. Junto con el reconocimiento facial, el escáner óptico de huellas dactilares en pantalla se transfiere de las series 7 y 7T. 
Ambos están disponibles en Onyx Black (negro ónix) y Glacial Green (verde glacial), mientras que el 8 Pro tiene su propio acabado Ultramarine Blue (azul ultramarino). El 8 tiene dos colores adicionales, un acabado Polar Silver (plata polar) exclusivo del modelo Verizon y un acabado Interstellar Glow (brillo interestelar) exclusivo del modelo T-Mobile. Al igual que la serie 7T, se envían con Android 10 y OxygenOS 10.0 preinstalados.

#### OnePlus 8T (2020)
El OnePlus 8T se dio a conocer el 14 de octubre de 2020 y se lanzó el 20 de octubre en Europa y el 23 de octubre en los Estados Unidos. La versión vendida por T-Mobile de Estados Unidos se marca como OnePlus 8T+. El 8T rompe con el formato iniciado por la serie 7; OnePlus declaró que no tiene planes de vender un modelo Pro. El diseño general es similar al 8, con un recorte de pantalla circular para la cámara frontal. Cuenta con el mismo Fluid AMOLED con soporte HDR10+, pero vuelve a una pantalla plana. Las especificaciones de la pantalla son en gran medida idénticas, con una pantalla 1080p 20: 9 de 6.55 pulgadas; sin embargo, la frecuencia de actualización se ha aumentado de 90 Hz a 120 Hz, igualando al 8 Pro.
Al igual que el 8, el 8T funciona con el procesador Qualcomm Snapdragon 865 y la GPU Adreno 650. La capacidad de la batería es de 4500 mAh, con un diseño de doble celda. Marca el debut de Warp Charge 65, aunque no es compatible con la carga inalámbrica. Las opciones de almacenamiento y RAM se transfieren de los 8, con 8 o 12 GB de RAM LPDDR4X y 128 o 256 GB de almacenamiento no expandible. El módulo de la cámara tiene un nuevo diseño, la matriz consta de un sensor ancho de 48 MP, un sensor ultra gran angular de 16 MP, un sensor macro de 5 MP y un sensor monocromo de 2 MP, mientras que la cámara frontal utiliza un sensor de 16 MP. Las opciones biométricas siguen siendo las mismas, con reconocimiento facial y un escáner óptico de huellas dactilares en pantalla. La versión desbloqueada admite tarjetas SIM duales, pero carece de una clasificación IP; la versión de T-Mobile US solo admite una tarjeta SIM, pero tiene una clasificación IP68. 
Está disponible en Aquamarine Green (verde aguamarina) y Lunar Silver (plata lunar),y la versión exclusiva Cyberpunk 2077, es el primer dispositivo OnePlus que se envía con Android 11 y OxygenOS 11 preinstalados.

#### OnePlus 9 y 9 Pro (2021)
El OnePlus 9 y 9 Pro se dieron a conocer el 23 de marzo de 2021. El 9 y el 9 Pro son los primeros teléfonos OnePlus en usar la óptica Hasselblad. Ambos teléfonos tienen pantallas AMOLED fluidas con soporte HDR10+ y una frecuencia de actualización de 120 Hz; el 9 tiene una pantalla plana de 6.55 pulgadas y 1080p, mientras que el 9 Pro tiene una pantalla curva de 6.7 pulgadas y 1440p. El 9 Pro utiliza una placa posterior LTPO que puede ajustar dinámicamente la frecuencia de actualización y mostrar 1.000 millones de colores.
Ambos teléfonos funcionan con el procesador Qualcomm Snapdragon 888 y la GPU Adreno 660. Las configuraciones de memoria no han cambiado, con 8 GB de RAM y 128 GB de UFS o 12 GB de RAM y 256 GB de UFS. La capacidad de la batería es de 4500 mAh para ambos teléfonos, y ambos son compatibles con Warp Charge 65T. El 9 admite la carga inalámbrica en ciertas regiones, pero está limitado a 15 W, mientras que el 9 Pro puede cargar a 50 W. Ambos teléfonos han actualizado las cámaras y han rediseñado los módulos de la cámara. Ambos teléfonos tienen un sensor ancho de 48 MP con captura de color RAW de 12 bits y video 8K, y un sensor ultra gran angular de 50 MP que utiliza una nueva lente de forma libre. El 9 Pro tiene un sensor de teleobjetivo adicional de 8 MP que ofrece un zum óptico de 3.3x.
El OnePlus 9 viene en los colores Winter Mist (niebla invernal), Astral Black (negro astral) y Arctic Sky (cielo ártico) y el 9 Pro en Morning Mist (niebla matinal), Stellar Black (negro estelar) y Pine Green (verde pino). Se consideró como los mejores teléfonos de OnePlus de la historia.

#### OnePlus 9R (2021)
El OnePlus 9R se lanzó el 23 de marzo de 2021, junto con el OnePlus 9 y 9 Pro. Al igual que el OnePlus 9, este teléfono también tiene una pantalla plana AMOLED de 6.55" con soporte para HDR10+ y una frecuencia de actualización de 120 Hz. Sin embargo, este teléfono no utiliza la óptica Hasselblad. Este teléfono está alimentado por el procesador Snapdragon 870, emparejado con la GPU Adreno 650. El dispositivo viene con 8 o 12 GB de RAM, y 128 o 256 GB de almacenamiento. La capacidad de la batería es de 4500 mAh. El teléfono admite la carga rápida por cable de 65W, pero no tiene soporte para la carga inalámbrica. La configuración de la cámara es idéntica a la que se encuentra en el OnePlus 8T. Consiste en una cámara principal de 48 megapíxeles, acompañada de una cámara ultra gran angular de 16 MP, una cámara macro de 5 MP y una cámara monocromática de 2 MP. La cámara frontal tiene un sensor de 16 MP. La cámara principal trasera admite la grabación de video 4K@60, mientras que la cámara frontal admite hasta 1080p@30 grabación de video.

#### OnePlus 9RT (2021)
El OnePlus 9RT se lanzó el 13 de octubre de 2021 como sucesor del 9R. Tiene una pantalla AMOLED de 6.62 "1080p ligeramente más grande con soporte para HDR10 + y una frecuencia de actualización de 120 Hz, así como una frecuencia de muestreo táctil de 600 Hz. Las configuraciones de memoria son las mismas, con 8 o 12 GB de RAM, y 128 o 256 GB de almacenamiento. La capacidad de la batería también se mantiene sin cambios en 4500 mAh, y es compatible con Warp Charge 65T. La configuración de la cámara es única, con un sensor de 50 MP de ancho, acompañado de una cámara ultra gran angular de 16 MP y una cámara macro de 2 MP.

#### OnePlus 10 Pro 5G (2022)
El OnePlus 10 Pro se lanzó el 11 de enero de 2022. El teléfono viene con una pantalla LTPO Fluid AMOLED de 120Hz. OnePlus 10 Pro está alimentado por el procesador Qualcomm Snapdragon 8 Gen 1 de ocho núcleos. OnePlus 10 Pro admite carga súper rápida patentada con batería de 5000 mAh. OnePlus 10 Pro viene con configuración de cámara triple Hasselblad de 50 megapíxeles de 2ª generación. El OnePlus 10 Pro ejecuta ColorOS 12.1 en China u OxygenOS en los Estados Unidos, ambos se basan en Android 12 y vienen con 8 GB de RAM y 128 GB de almacenamiento. Están disponibles en los colores Emerald Forest (bosque de esmeralda) y Volcanic Black (negro volcánico).

### Teléfono OnePlus Nord

#### OnePlus Nord (2020)
El OnePlus Nord se presentó el 21 de julio de 2020 y se lanzó el 4 de agosto en Europa e India. El Nord es el primer teléfono inteligente de gama media de OnePlus desde el OnePlus X. Es compatible con Warp Charge 30T. Además, el Nord tiene un solo altavoz en lugar de los altavoces estéreo 8 y 8 Pro. El Nord tiene un recorte de pantalla en la esquina superior izquierda como el 8 y 8 Pro, que es alargado para acomodar las cámaras frontales duales. Utiliza una pantalla Fluid AMOLED con una resolución 1080p 20: 9, soporte HDR10 + y frecuencia de actualización de 90 Hz como la 8, con una pantalla más pequeña de 6.44 pulgadas y una pantalla plana.
El Nord funciona con snapdragon 765G, GPU Adreno 620 y es compatible con 5G. La capacidad de la batería es de 4115 mAh. Está disponible en tres configuraciones de almacenamiento no expandibles, una de las cuales es exclusiva para el mercado indio. La matriz de cámaras consta de un sensor de 48 MP de ancho, un sensor ultra gran angular de 8 MP, un sensor de profundidad de 5 MP y un sensor macro de 2 MP. La parte frontal tiene un sensor de 32 MP de ancho y un sensor ultra ancho de 8 MP. El reconocimiento facial y un escáner óptico de huellas dactilares en pantalla también están presentes. Está disponible en Blue Marble (azul mármol) y Gray Onyx (gris ónix) y se envía con Android 10 y OxygenOS 10.5 preinstalados.

#### OnePlus N10 5G (2020)
El OnePlus Nord N10 5G se anunció el 26 de octubre de 2020 como opción de menor precio que el Nord original. A diferencia del Nord, ambos se venden en América del Norte, así como en Europa.
El Nord N10 5G es un dispositivo de nivel de entrada. En comparación con el Nord, tiene una pantalla de 6.49 pulgadas de la misma resolución a 90 Hz, sin embargo, es un LCD en lugar de un AMOLED. Como resultado, el escáner de huellas dactilares está montado en la parte trasera en lugar de una unidad óptica. Está alimentado por la GPU Snapdragon 690 y Adreno 619L, y está disponible con 128 GB UFS / 6 GB de RAM. En particular, tiene una ranura para tarjeta microSDXC para almacenamiento expandible, altavoces estéreo y un conector de audio de 3,5 mm, ninguno de los cuales está en el Nord. La matriz de cámaras traseras utiliza un sensor de 64 MP en lugar de un sensor de 48 MP para la lente ancha, y tiene un sensor ultra gran angular de 8 MP y dos sensores de profundidad y macro de 2 MP. La cámara frontal tiene un solo sensor de 16 MP que carece de la lente ultra gran angular del Nord. La batería tiene una capacidad de 4300 mAh y es compatible con Warp Charge 30. Su único color es Midnight Ice (hielo de medianoche), y se envía con Android 10 y Oxygen OS 10.5 preinstalados.

#### OnePlus Nord N100 (2020)
El Nord N100 se lanzó en octubre de 2020 al igual que el N10 5G, y es un dispositivo de gama baja. Al igual que el Nord N10 5G, tiene un escáner de huellas dactilares montado en la parte trasera, una ranura para tarjeta microSDXC, altavoces estéreo y un conector de audio de 3,5 mm. Cuenta con una pantalla LCD IPS de 720p de 6.52 pulgadas con una frecuencia de actualización de 90 Hz, está alimentado por la GPU Snapdragon 460 y Adreno 610, y tiene 64 GB UFS / 4 GB de RAM. La matriz de cámaras traseras tiene un sensor ancho de 13 MP y dos sensores macro y de profundidad de 2 MP, y está limitado a grabar video de 1080p; la cámara frontal tiene un sensor de 8 MP. La batería tiene una capacidad de 5000 mAh, y se carga a un máximo de 18 W. Su único color es Midnight Frost (helada de medianoche), y se envía con Android 10 y Oxygen OS 10.5 preinstalados.

#### OnePlus Nord CE 5G (2021)
El Nord CE 5G se anunció el 10 de junio de 2021, y está disponible en Asia y Europa. Se posiciona entre el Nord N10 5G y el Nord. Tiene un AMOLED 1080p de 6.43 pulgadas a 90 Hz, un escáner óptico de huellas dactilares, y está alimentado por la GPU Snapdragon 750G y Adreno 619 con tres configuraciones de almacenamiento. La matriz de cámaras traseras utiliza un sensor de ancho de 64 MP, un sensor ultra gran angular de 8 MP y un sensor de profundidad de 2 MP; la cámara frontal tiene un sensor de 16 MP. La batería tiene una capacidad de 4500 mAh y es compatible con Warp Charge 30T+. Está disponible en Blue Void (vacío azul), Charcoal Ink (tinta de charco) y Silver Ray (rayo de plata), y se envía con Android 11 y OxygenOS 11 preinstalados.

#### OnePlus Nord N200 5G (2021)
El OnePlus Nord N200 5G se anunció el 21 de junio de 2021. El Nord N200 5G es el sucesor del Nord N100. Tiene una pantalla LCD de 6.49 pulgadas a 1080p a 90 Hz, un escáner de huellas dactilares montado lateralmente y funciona con la GPU Snapdragon 480 y Adreno 619. Por lo demás, es similar al Nord N100, con el mismo almacenamiento, cámaras traseras y batería. Su único color es Blue Quantum (azul cuántico), y se envía con Android 11 y OxygenOS 11 preinstalados.

#### OnePlus Nord 2 5G (2021)
El Nord 2 5G sucede al Nord original. La pantalla es un AMOLED de 6.43 pulgadas 1080p a 90 Hz con un escáner óptico de huellas dactilares. Está alimentado por el MediaTek Dimensity 1200 con dos configuraciones de almacenamiento. La cámara trasera tiene un nuevo sensor ancho de 50 MP con unidades adicionales ultra gran angular de 8 MP y monocromáticas de 2 MP; hay un solo sensor de 32 MP para la cámara frontal. La batería tiene una capacidad de 4500 mAh, y tiene una carga Warp Charge 65 más rápida. Está disponible en Gray Sierra (gris sierra), Blue Haze (azul niebla) y Green Wood (verde madera), y se envía con Android 11 y OxygenOS 11 preinstalados.

#### OnePlus Nord CE 2 5G (2022)
El Nord CE 2 5G sucede al Nord CE original. La pantalla es una AMOLED de 6,43 pulgadas y 1080p a 90 Hz con un escáner óptico de huellas dactilares. Está alimentado por MediaTek Dimensity 900 con dos configuraciones de RAM y una configuración de almacenamiento. La cámara trasera tiene un sensor ancho de 64 MP con unidades ultra anchas adicionales de 8 MP y macro de 2 MP; hay un solo sensor de 16 MP para la cámara frontal. La batería tiene una capacidad de 4500 mAh y tiene una carga SuperVOOC de 65 W más rápida. Está disponible en Gray Mirror (gris espejo) y Bahama Blue (azul bahama) y viene con Android 11 y OxygenOS 11 preinstalados.

### Otros teléfonos

#### OnePlus Concept One (2020)
El 7 de enero de 2020, OnePlus presentó el teléfono inteligente Concept One en CES 2020. El OnePlus Concept One utiliza vidrio electrocrómico para "ocultar" la configuración de la cámara trasera. El vidrio del teléfono utiliza partículas orgánicas para crear cambios en la transparencia, de modo que el vidrio que cubre las lentes de la cámara puede cambiar instantáneamente de negro opaco a transparente, presentando una superficie limpia e ininterrumpida cuando no está en uso. OnePlus lo llama un manifiesto de su filosofía de diseño "sin carga". Esta solución óptima se llama 'CMF electrónico'. El resto del diseño está inspirado en el superdeportivo McLaren 720S, con cuero color Orange Papaya en la parte trasera de este teléfono conceptual y una astilla de vidrio justo en el centro del panel trasero del dispositivo.

#### OnePlus Ace (10R; 2022)
El OnePlus 10R, también conocido como OnePlus Ace, se presentó el 21 de abril de 2022 en China. Este nombre del teléfono (OnePlus Ace) es similar al OPPO Reno Ace lanzado en octubre de 2019 y la serie Samsung Galaxy Ace (2011-2014). Este teléfono es un Realme GT Neo 3 modelo de 150W renombrado lanzado hace 1 mes, el diseño general y las características son similares al Realme GT Neo3, pero tiene la versión mejorada de Dimensity 8100 presentada en el Realme GT Neo 3, Mediatek Dimensity 8100 Max. Esto también tiene el diseño de rayas en la parte posterior izquierda, y el entorno lateral del conjunto de cámaras es similar al Samsung Galaxy S22, pero el conjunto de cámaras es cuadrado como el Realme GT Neo 3, con el flash LED junto a la cámara principal (flash LED debajo de la cámara principal en Realme GT Neo 3). También tiene batería de polímero de litio extraíble de 4500 mAh y carga rápida de 150 W como en el Realme GT Neo 3, una cámara principal Sony IMX766 de 50 MP con OIS, cámara frontal de 16 MP, pantalla AMOLED HDR10+ de 120 Hz, con carga inalámbrica rápida y carga inalámbrica inversa además. Este teléfono también tiene ColorOS 12.1 con Android 13 y una pantalla perforada como en el Realme GT Neo 3, y es el primer teléfono OnePlus que usa esta pantalla, ya que los teléfonos OnePlus anteriores dependían de recortes en las esquinas. Sin embargo, la longitud del teléfono en comparación con el Realme GT Neo 3, es un poco más pequeña (75,5 mm < 75,6 mm) y es 2 gramos más liviano que el Realme GT Neo 3 (186 gramos < 188 gramos), pero no tiene control deslizante de alerta que ha sido un elemento básico para el marca desde sus comienzos.

### Auriculares

#### OnePlus Bullets Wireless
En el evento de lanzamiento del OnePlus 6, la compañía anunció los auriculares inalámbricos OnePlus Bullets. Los auriculares cuentan con la tecnología Dash Charge de la compañía con un puerto USB-C que permite cinco horas de reproducción durante 10 minutos de carga. Los auriculares cuentan con un diseño resistente a la intemperie y funcionan con conectividad Bluetooth. Los auriculares bullets wireless también son compatibles con el Asistente de Google con un clic de botón.
OnePlus lanzó el Bullets Wireless 2 junto con el OnePlus 7 y 7 Pro el 14 de mayo de 2019. Las principales mejoras de esta 2ª generación son la calidad del sonido (utilizando un controlador más grande que el de la generación anterior), una mejor duración de la batería y la velocidad de carga, así como un nuevo diseño que eliminó la necesidad de ganchos para los oídos, sin dejar de encajar cómodamente en los oídos y no caer por sí solos.
En mayo de 2020, OnePlus presentó una versión menos costosa de OnePlus Bullets Wireless 2 en forma de OnePlus Bullets Wireless Z, en india. Lo más destacado de este producto son 10 minutos de potencia de carga y 10 horas de tiempo de reproducción. El tiempo total de reproducción es de 20 horas.

#### OnePlus Buds
El anuncio del OnePlus Nord fue acompañado por el lanzamiento de los auriculares OnePlus Buds. Los Buds tienen un diseño completamente plástico con una carcasa similar a los AirPods. El estuche permite diez horas de reproducción durante 10 minutos de carga; los auriculares tienen siete horas con una reproducción total de treinta horas. Los auriculares son compatibles con Warp Charge y el estuche de carga tiene un puerto tipo C. Los cogollos tienen resistencia al agua IPX4 y soporte para Dolby Atmos. Están disponibles en Estados Unidos y Canadá, así como en Europa e India.
En octubre de 2020, OnePlus presentó OnePlus Buds Z como una versión menos costosa de OnePlus Buds. Los Buds Z conservan el soporte Dolby Atmos y tienen un diseño diferente con puntas de silicona para los oídos y resistencia al agua IP55. Cuentan con una funda que permite tres horas de reproducción durante 10 minutos de carga; los auriculares tienen cinco horas con una reproducción total de veinte horas.

### Relojes inteligentes

#### OnePlus Band
OnePlus ha lanzado un rastreador de fitness inteligente observado, denominado OnePlus Band, sin embargo, solo está disponible en la India. Viene en 3 colores, negro, azul marino y gris mandarina. La batería se anuncia para durar hasta 2 semanas, y también tiene clasificación IP68. La OnePlus Band tiene un precio de ₹ 2,799 (rupia india / INR).

#### OnePlus Watch
OnePlus anunció el OnePlus Watch el 23 de marzo de 2021. El reloj inteligente viene en dos colores, plateado y negro, con una duración de batería anunciada de hasta dos semanas para una sola carga o una semana si se usa mucho. El reloj contendrá Wi-Fi, Bluetooth, 1 GB de RAM, 4 GB de almacenamiento, altavoces y GPS. El reloj inteligente utilizará un sistema operativo diferente en lugar de Wear OS. Se espera que el OnePlus Watch tenga un precio de $ 159, € 159 o ₹ 16,999.

### OnePlus TV

#### OnePlus TV
En septiembre de 2018, la compañía confirmó que planea aventurarse en el mercado de televisores inteligentes con el televisor OnePlus. La nueva división estará encabezada por el CEO de la compañía, Pete Lau. OnePlus ha especificado más tarde que el OnePlus TV ejecutará una versión del sistema operativo Android TV de Google y que costará menos que los televisores de la competencia.

#### OnePlus TV Q1 y Q1 Pro
OnePlus TV Q1 cuenta con paneles QLED de 55 pulgadas con resolución 4K. El OnePlus TV Q1 tiene una salida de sonido nominal de 50W. Los televisores también son compatibles con Dolby Vision y formatos de sonido de hasta Dolby Atmos, junto con soporte para el formato HDR10. La gama onePlus TV tiene el procesador de imagen Gamma Magic Colour, que tiene como objetivo mejorar la calidad de la imagen. Los modelos OnePlus TV Q1 tienen un acabado único similar al Kevlar en la parte posterior y vienen con un diseño de soporte único. El OnePlus TV Q1 se ejecuta en Android TV 9.0 que viene con cierta personalización, incluido OxygenPlay, un servicio de contenido curado integrado en el televisor. OnePlus también ha lanzado la aplicación OnePlus Connect que se puede usar con el OnePlus TV.
Similar al Q1, el OnePlus TV Q1 Pro tiene una pantalla QLED de 55 pulgadas con resolución 4K. El panel del televisor tiene bordes delgados por todas partes y un logotipo pequeño y discreto de OnePlus en el medio del bisel inferior. Hay cuatro puertos HDMI, dos puertos USB, un puerto Ethernet, un puerto Toslink y un solo zócalo AV-in que se puede usar con un adaptador incluido para la conectividad con dispositivos no HDMI más antiguos. OnePlus TV Q1 Pro tiene una barra de sonido motorizada de 50W con ocho controladores de altavoces frontales. Más allá de su apariencia física, el OnePlus TV se ejecuta en Android TV con acceso a OxygenPlay, un servicio de curación de contenido de OnePlus, y una integración más fácil del teléfono inteligente a través de la aplicación OnePlus Connect.

#### OnePlus TV Series Y
La serie OnePlus TV Y es una serie asequible de televisores, disponible en variantes de tamaño de 32 y 43 pulgadas. Incluyen acceso a funciones inteligentes como OnePlus Connect y servicios de Google como Google Assistant, Google Chromecast y la tienda Google Play, que ofrecen a los usuarios una experiencia de TV inteligente mejorada a precios más baratos. El sistema se ejecuta en Android TV 9 Pie mejorando aún más la experiencia del usuario. Los usuarios pueden usar la interfaz de Oxygen Play para una vista centrada en el contenido. La serie Y tiene una salida de sonido nominal de 20W con sintonización Dolby Audio.

#### OnePlus TV Series U
La serie OnePlus TV U es una alternativa asequible a la serie OnePlus TV Q1, y viene en una sola variante de 55 pulgadas, con una pantalla LED 4K y soporte para hasta el formato Dolby Vision HDR. La línea también tiene una gama de colores del 93 por ciento en DCI-P3, ofreciendo una experiencia cinematográfica estándar. El televisor OnePlus es delgado con un grosor de 6.9 mm con una relación pantalla-cuerpo del 95 por ciento que ofrece un diseño minimalista. El televisor tiene acceso a plataformas como Oxygen Play y la aplicación OnePlus Connect para mejorar la experiencia del usuario. Similar a la serie Y, se ejecuta en Android TV 9 Pie con acceso al Asistente de Google, Google Chromecast y Google Play Store.La serie U tiene una configuración de cuatro altavoces de 30W, soporte para audio Dolby Atmos y la capacidad de usar el televisor como un altavoz inalámbrico en modo estéreo Bluetooth. En comparación con sus competidores, la serie OnePlus TV U está en el lado más caro, al tiempo que proporciona una experiencia similar.

### OXYGENOS
OxygenOS es un sistema operativo móvil alternativo basado en Android, desarrollado por el fabricante chino de teléfonos inteligentes OnePlus exclusivamente para sus teléfonos inteligentes.
El 14 de junio de 2016, OnePlus lanzó OxygenOS 3.0. Es una versión de Android con pocas modificaciones y ajustes internos, como Gestos, Estantería y un modo oscuro de OnePlus. El 31 de diciembre de 2016, OnePlus lanzó OxygenOS 4.0.0 basado en Android Nougat e incluye sus características y varias otras modificaciones al público a través de la descarga OTA. El 31 de enero de 2018, OnePlus lanzó OxygenOS 5.0.3 basado en Android Oreo al público a través de la descarga OTA. En mayo de 2018, OnePlus lanzó OnePlus 6 con OxygenOS basado en Android Oreo 8.1. El 29 de octubre de 2018, OnePlus lanzó OnePlus 6T con OxygenOS 9.0 basado en Android Pie. El 25 de diciembre de 2018, OnePlus lanzó OxygenOS 9.0.0 basado en Android Pie para OnePlus 5 / 5T al público a través de la descarga OTA. El 21 de septiembre de 2019, OnePlus anunció el lanzamiento de OxygenOS 10.0 basada en Android 10 para OnePlus 7 y 7 Pro. Esta versión inicial fue seguida por compilaciones basadas en Android 10 para dispositivos más antiguos más adelante. El 10 de octubre de 2020, OnePlus lanzó OxygenOS 11 basado en Android 11 para OnePlus 8/8T. Esto introdujo Always On Display (AOD), optimizaciones de uso con una sola mano, entre otras características.
En julio de 2021, OnePlus fusionó OxygenOS con ColorOS de Oppo. El software de ambas compañías permanecerá separado y continuará sirviendo a sus regiones individuales (OxygenOS para teléfonos OnePlus a nivel mundial, ColorOS en dispositivos OnePlus y Oppo en China), pero comparte una base de código común, que OnePlus dice que debería estandarizar su experiencia de software y agilizar el proceso de desarrollo para futuras actualizaciones de OxygenOS.

### HYDROGENOS
HydrogenOS es un sistema operativo móvil derivado de OxygenOS, basado en Android. Es usado exclusivamente para el mercado chino (celulares OnePlus chinos). En una entrevista publicada el 3 de septiembre de 2016, XDA Developers reveló que OnePlus estaba fusionando activamente ambas plataformas (OxygenOS e HydrogenOS) en un solo sistema operativo